# Inge Jádi
Inge Jádi, verwitwete Inge Jarchov, (* 1936 in Ludwigshafen am Rhein) ist eine ehemalige deutsche Ärztin und Kuratorin. Die Psychiaterin beschäftigte sich mit Texten und Zeichnungen psychisch Kranker.

## Biographie
Inge Jádi ist die Tochter eines Zahnarztes und Malers. Sie wuchs in Neckargemünd auf und war ab 1946 Schülerin des Kurfürst-Friedrich-Gymnasiums Heidelberg. Nach dem Abitur begann sie ein Studium der Medizin an den Universitäten Heidelberg und München und ließ sich 1971 zum Facharzt für Psychiatrie ausbilden.
Ab 1973 befasste sich Inge Jádi als Kuratorin mit der Konservierung und Katalogisierung von Texten und Zeichnungen psychisch Kranker, die Hans Prinzhorn zwischen 1919 und 1921 an der Psychiatrischen Universitätsklinik Heidelberg zusammengetragen hatte. 1980 stellte sie in Heidelberg die ersten 800 Exponate der Sammlung Prinzhorn der Öffentlichkeit vor. Außerdem analysierte sie die künstlerische Ausdrucksweise der Patienten in Verbindung mit der Krankengeschichte. Als die Sammlung im September 2001 ihr eigenes Museum in einem renovierten Hörsaalgebäude der Neurologischen Klinik bekam, wurde Inge Jádi dessen erste Leiterin. Im Oktober 2001 ging sie in den Ruhestand und erhielt noch im selben Jahr für ihre Leistungen den Wissenschaftspreis der Dr. Margrit Egnér-Stiftung. 2007 wirkte sie in der Dokumentation Die Sammlung Prinzhorn – Wahnsinnige Schönheit mit, für die der Regisseur Christian Beetz den Adolf-Grimme-Preis 2008 erhielt.
Von 1959 bis zu dessen Suizid im Jahr 1983 war sie mit dem Architekten und Maler Fritz Jarchov verheiratet. Seit 1984 ist sie mit dem Mediziner und Kunstpädagogen Ferenc Jádi verheiratet.

## Publikationen
- Leb wohl sagt mein Genie. Ordugele muss sein. Verlag Das Wunderhorn, Heidelberg 1985, ISBN 978-3-88423-034-3.
- mit Ferenc Jádi: Muzika. Musikbezogene Werke von psychisch Kranken. Verlag Das Wunderhorn, Heidelberg 1989, ISBN 978-3-88423-060-2.
- mit Bettina Brand-Claussen (Hrsg.): August Natterer. Die Beweiskraft der Bilder. Leben und Werk, Deutungen. Verlag Das Wunderhorn, Heidelberg 2001, ISBN 978-3-88423-161-6.
- mit Thomas Fuchs, Bettina Brand-Claussen, Christoph Mundt (Hrsg.): Wahn Welt Bild. Die Sammlung Prinzhorn. Beiträge zur Museumseröffnung. Springer, 2002, ISBN 978-3-540-44193-9.